# Lago di Sadpara

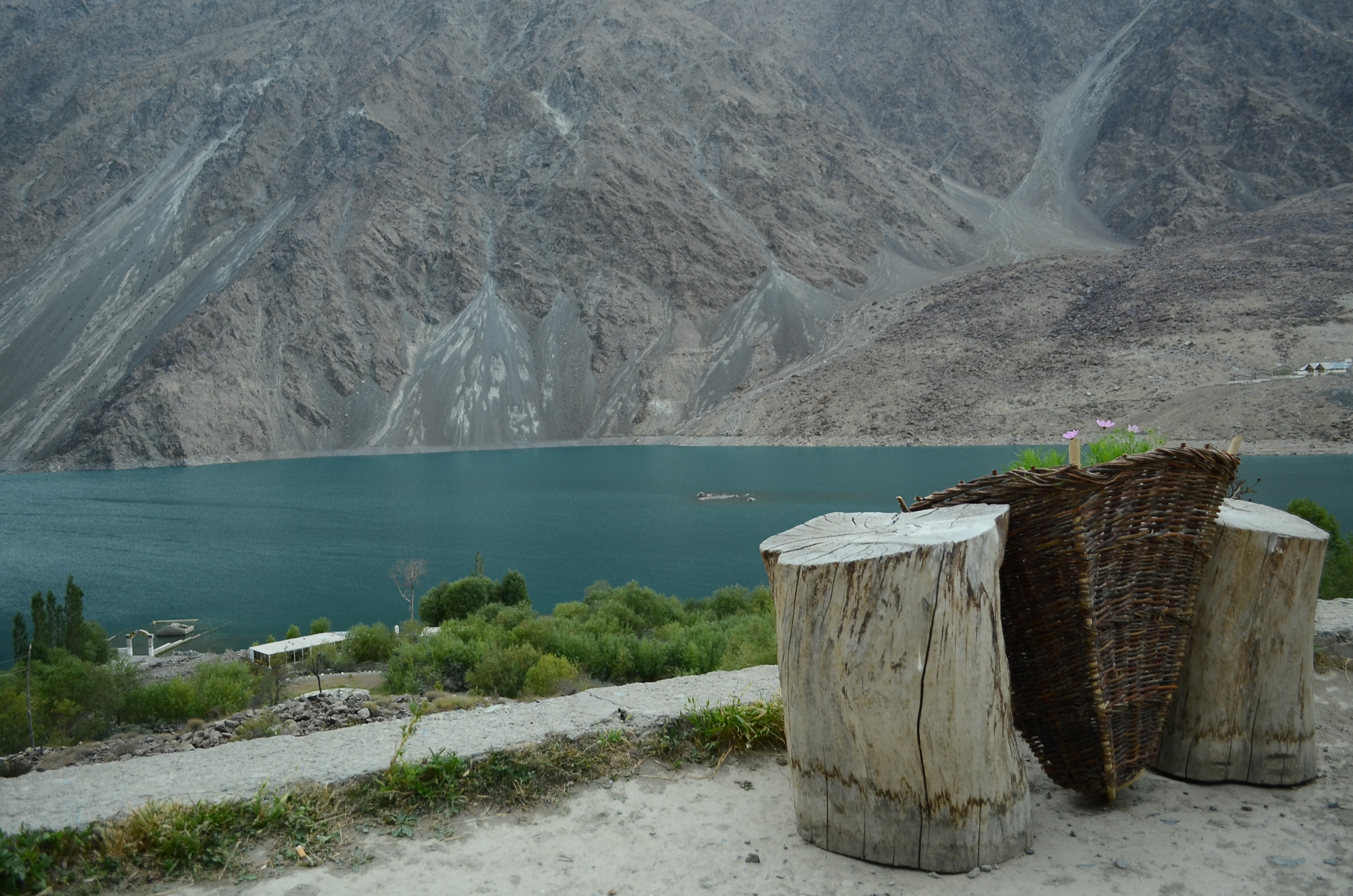
Lago di Sadpara

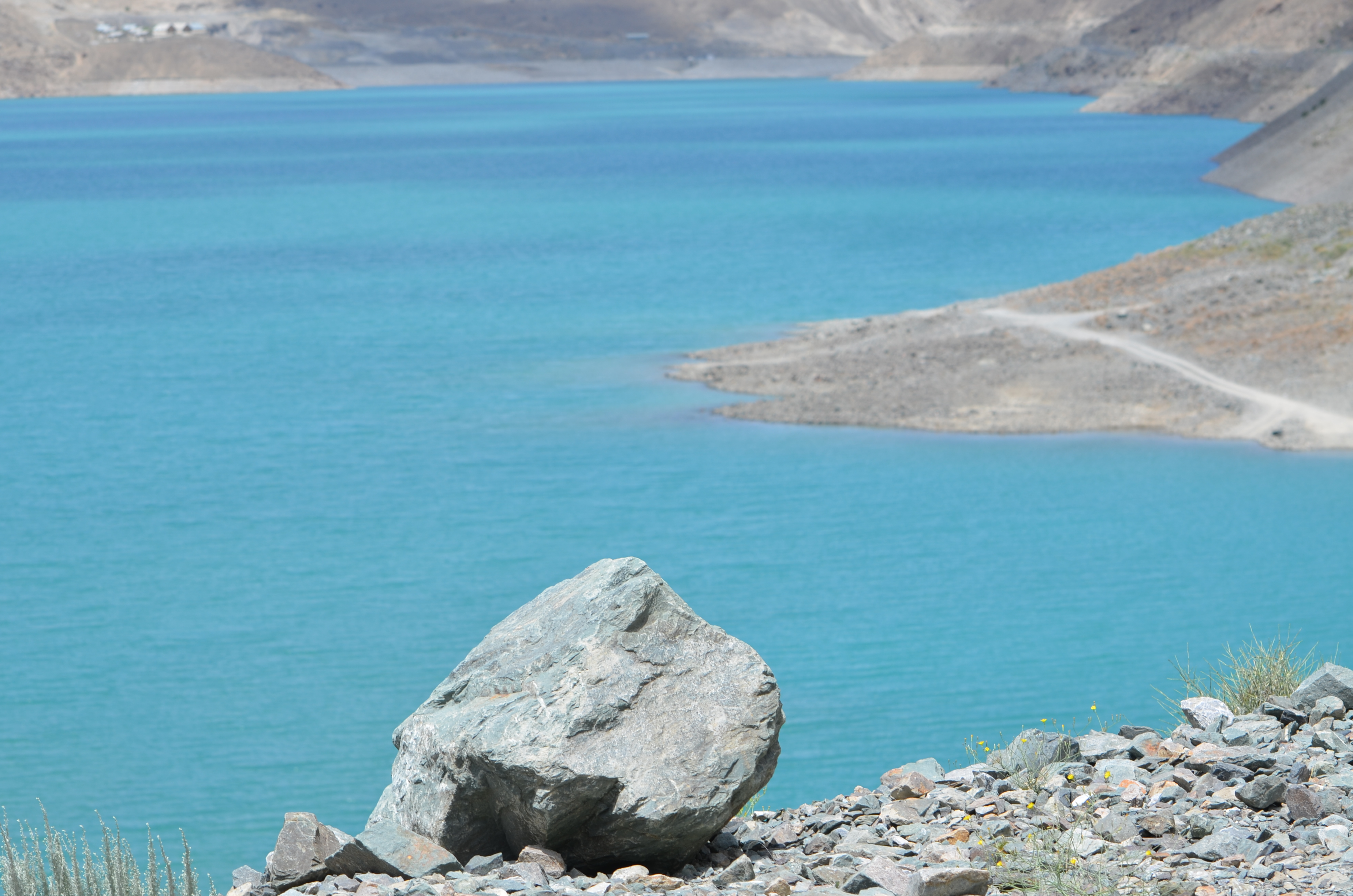
Le acque turchesi del lago di Sadpara

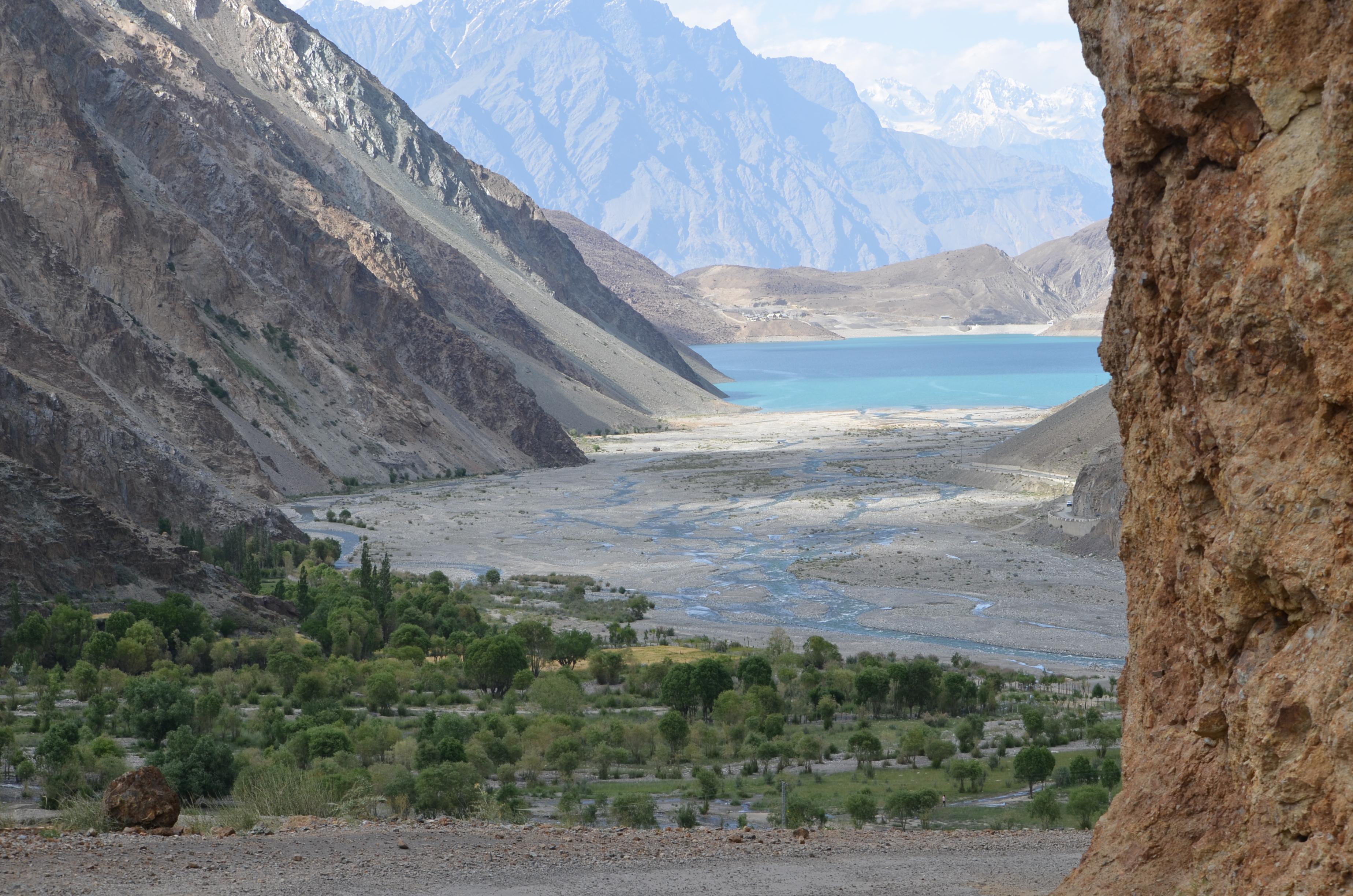
Vista del lago di Sadpara

Il lago di Sadpara (in urdu: سدپارہ جھیل) è un lago naturale vicino a Skardu, nel territorio autonomo del Gilgit-Baltistan, in Pakistan, 
Alimentato dal torrente Sadpara (affluente dell'Indo), le cui acque provengono dalla neve sciolta dell'altopiano di Deosai, il lago fornisce l'acqua alla valle di Skardu.
Il lago è situato ad un'altitudine di 2.636 m s.l.m. e ha una superficie di 2,5 km²; al centro del lago è situata un'isola pittoresca.

## Storia
Il toponimo Sadpara (letteralmente "sette porte") deriva da una leggenda legata all'origine del lago. Si racconta infatti che, nel posto dove oggi c'è il lago, molto tempo fa esistesse un villaggio. Un giorno, giunsero in questo villaggio alcune persone, venute per cercare di liberarsi della debolezza e della povertà. Chiesero da mangiare agli abitanti del villaggio, ma quasi nessuno li aiutò. Il più anziano dei mendicanti si arrabbiò con quei contadini e desiderò che diventassero infelici, ma pregò anche che non fosse fatto alcun male a chi li aiutò. La sua preghiera fu ascoltata e la notte cambiò il destino del villaggio: lì c'era un rivolo d'acqua, si trasformò in un grande lago, che sommerse tutto. Ma sorprendentemente l'acqua non travolse la casa di chi aveva avuto buon cuore con quegli sconosciuti, e quell'isola è ancora visibile oggi.
Dal 2003 al 2013 è stata costruita una diga idroelettrica da 17,36 MW che ha ampliato la superficie del lago L'impianto fornisce l'energia elettrica per circa 30.000 case del distretto di Skardu